# برده‌سره
بَرده‌سَره روستایی از توابع شهرستان بروجرد در استان لرستان. این روستا در دهستان بردسره در بخش اشترینان این شهرستان قرار دارد.

## جمعیت
بنابر سرشماری مرکز آمار ایران، جمعیت این روستا در سال ۱۳۹۵ برابر با ۷۱۴ نفر بوده است که از این میان ۳۸۹ نفر مرد و بقیه زن بوده‌اند. این روستا ۳۲۵ خانوار دارد.